# (466450) 2013 TL96
(466450) 2013 TL96 es un asteroide perteneciente al cinturón de asteroides, descubierto el 15 de septiembre de 2007 por el equipo Spacewatch desde el Observatorio Nacional de Kitt Peak (Arizona, Estados Unidos).